# Wilhelm von Kardorff

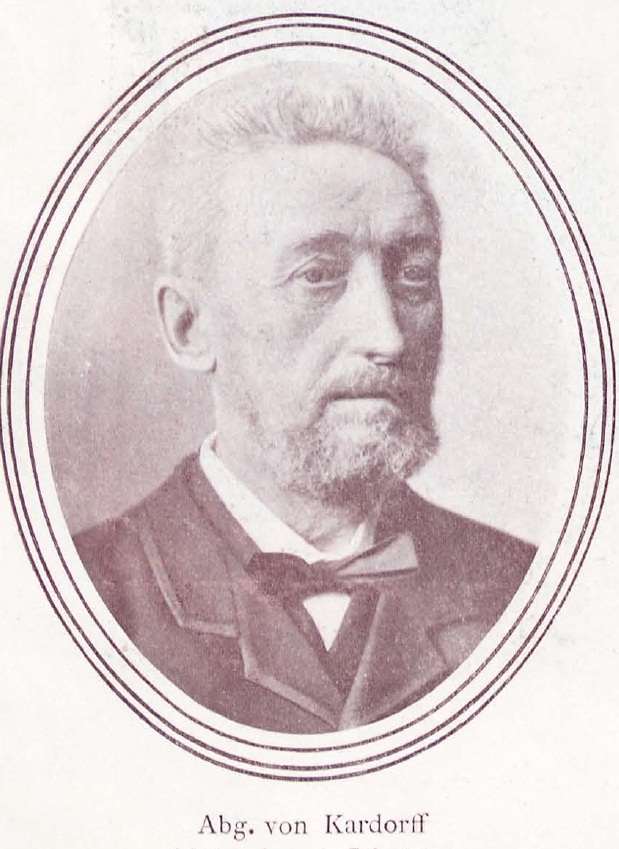
Wilhelm von Kardorff (1903)

Wilhelm Carl Friedrich August Hellmuth Ludwig von Kardorff (* 8. Januar 1828 in Neustrelitz; † 21. Juli 1907 auf Gut Nieder Wabnitz, Landkreis Oels, Niederschlesien) war ein deutscher Politiker und Unternehmer in Preußen.

## Leben
Wilhelm von Kardorff stammte aus dem alten mecklenburgischen Adelsgeschlecht von Kardorff. Seine Eltern waren der in dänischen Diensten stehende Kammerjunker und Amtmann Wilhelm von Kardorff (1792–1827), der allerdings kurz vor Wilhelms Geburt verstarb, und dessen Ehefrau Mathilde, geborene von Dalwigk (1803–1883). Nach dem Jurastudium von 1846 bis 1849 in Berlin, Halle (Saale) und Heidelberg wurde er 1851 als Referendar in den preußischen Staatsdienst übernommen, nahm aber als Regierungsassessor in Stralsund bereits 1855 seinen Abschied, kaufte und bewirtschaftete als Rittergutsbesitzer Gut Wabnitz (heute  Wabienice, Polen) im Kreis Oels in Schlesien. Dort übernahm er von 1884 bis 1895 das Amt des königlich preußischen Landrats.
1866 wurde Kardorff in das Preußische Abgeordnetenhaus gewählt, dem er bis 1876 und von 1888 bis 1907 angehörte. Als konservativer Anhänger von Bismarcks Politik gehörte er zu den Mitbegründern der Freikonservativen Partei. Ab 1867 war er Mitglied der freikonservativen Fraktion im Reichstag (Norddeutscher Bund), dann im Reichstag (Deutsches Kaiserreich). Auf der Reichsebene nannte sich diese Partei Deutsche Reichspartei. Kardorff pflegte enge Beziehungen zu Gerson Bleichröder und war während der Gründerzeit Aufsichtsratsvorsitzender der Vereinigten Königs- und Laurahütte AG und Verwaltungsratsmitglied weiterer Unternehmen.
Nach der schweren Wirtschaftskrise ab 1873 (Gründerkrach) wurde er zu einem der Wortführer, die eine Aufgabe des freihändlerischen Kurses forderten. Seine Argumente schrieb und publizierte er 1875 in einer Broschüre mit dem Titel Gegen den Strom. 1876 gründete er den Centralverband deutscher Industrieller, einen der einflussreichsten Unternehmerverbände dieser Zeit. Auch der Verband setzte sich für die Einführung von Schutzzöllen ein.
Im Kartellreichstag von 1887 gehörte er, dank der engen Zusammenarbeit mit Bismarck, faktisch zur Führung des parlamentarischen Regierungsblocks. Nach der Absetzung Bismarcks entzog er dessen Nachfolger Leo von Caprivi die Unterstützung. Zu einer Zusammenarbeit mit der Regierung kam es erst wieder unter dem Reichskanzler Bernhard von Bülow. Das Zustandekommen des Zolltarifes vom Dezember 1902 – es wurde eine weitere Erhöhung der Schutzzölle beschlossen – ging im Wesentlichen auf seine Initiative zurück.
Kardorff heiratete am 16. Juli 1856 auf Gut Möllenbeck Sophie von Borck (* 11. November 1836 auf Gut Möllenbeck; † 21. Mai 1914 in Oels), die Tochter des großherzoglich mecklenburg-strelitzschen Kammerherrn Karl August von Borck, Gutsherr auf Möllenbeck und Klosterhauptmann von Malchow, und der Karoline von Behr-Negendanck (Haus Torgelow). Sohn Siegfried (1873–1945) wurde ebenfalls Landrat und später Vizepräsident des deutschen Reichstags, Sohn Konrad (1877–1945) wurde Maler und Professor der Künste, Enkel Jürgen (1918–1943) fiel als Oberleutnant einer Aufklärungsabteilung bei Slawjansk in der Ostukraine.
Wilhelm von Kardorff war Ehrenritter des Johanniterordens und Mitglied des Corps Saxo-Borussia Heidelberg (1847) und des Corps Marchia Halle (1848).